# Casa Núñez del Prado
La Casa Núñez del Prado es una casona colonial ubicada en la calle Choquechaka del barrio de San Blas en el centro histórico del Cusco, Perú.
Desde 1972 el inmueble forma parte de la Zona Monumental del Cusco declarada como Monumento Histórico del Perú. Asimismo, en 1983 al ser parte del casco histórico de la ciudad del Cusco, forma parte de la zona central declarada por la UNESCO como Patrimonio Cultural de la Humanidad.
Inmueble de dos niveles y dos patios, presenta zaguán de ingreso central escalonado y escalera de un solo tramo. Exteriormente la fachada es simétrica con zaguán, portada lítica y puerta postigo centrales sobre los que se ubica un balcón de cajón de profusa talla sustentado sobre ménsulas y cubierto
por tejaroz con antepecho compuesto por tres hiladas de casetones decorados con exquisitos diseños. Flanquean a la portada y el balcón central dos puertas
secundarias y dos balconcillos con portañuelas y doble balaustrada manufacturadas en madera de fina talla. El Patio principal está configurado por tres crujías de las que la de ingreso (suroeste) es la con valor patrimonial.